# U-Bahn-Station Formosa Boulevard

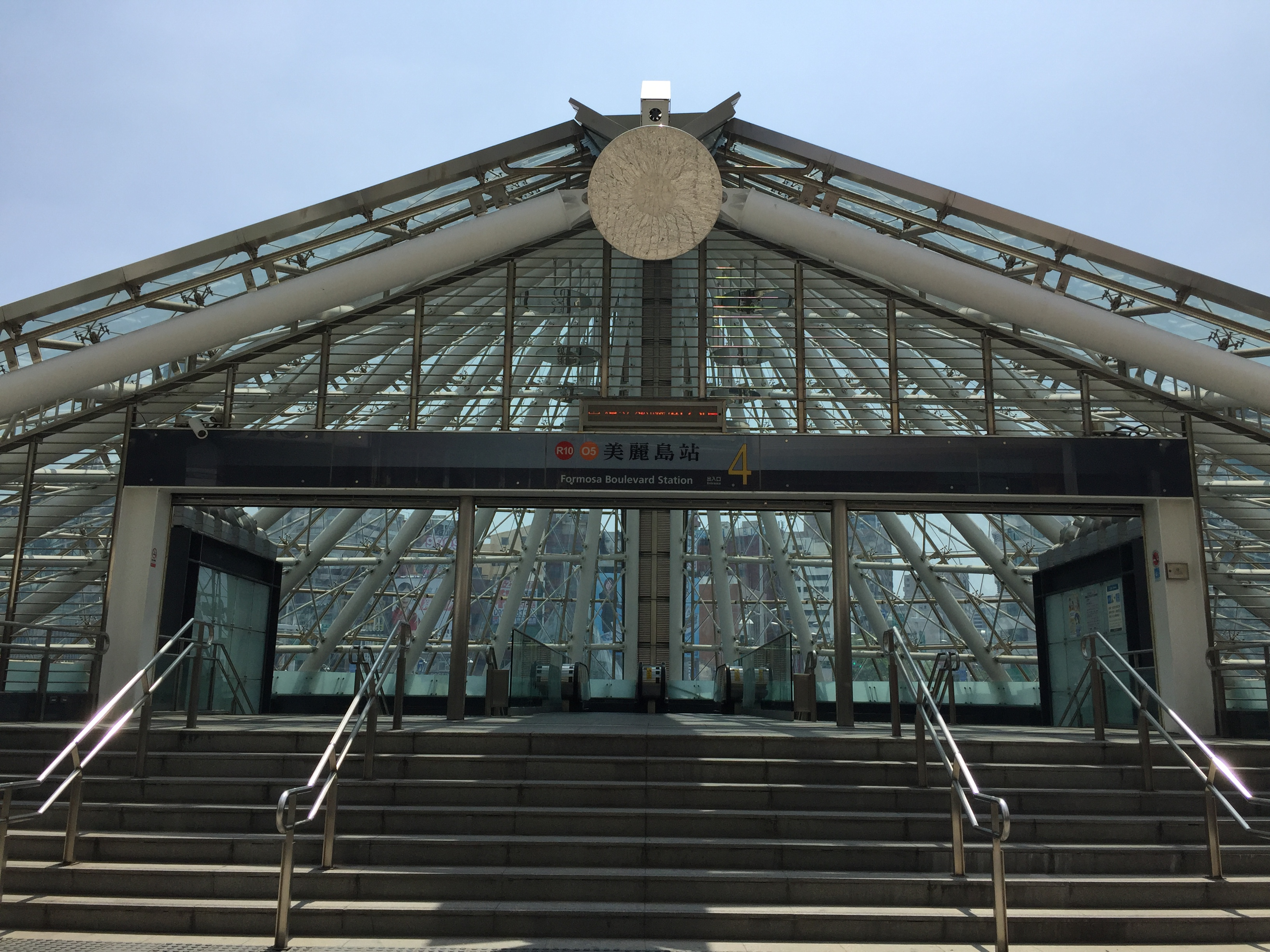
Formosa-Boulevard-Station, Kaohsiung (2017)

Die Formosa-Boulevard-Station ist eine U-Bahn-Station in Kaohsiung, Südtaiwan. Sie ist eine Umsteigestation, an der sich die orange und die rote Linie der Kaohsiunger U-Bahn (KMRT) kreuzen. Die Station besitzt insgesamt 11 Aus- und Eingänge. Anders als bei anderen Stationen sind die Ein- und Ausgänge an dieser Station in Muschelform gestaltet. Barrierefreie Aufzüge stehen an den Ausgängen 1 und 3 zur Verfügung.
Der Name „Formosa-Boulevard-Station“ nimmt Bezug auf das Formosa-Boulevard-Projekt, eine Umgestaltung der Hauptverkehrsstraße Zhongshan Road, an der die Station liegt. Außerdem ist die Station nach dem geschichtlich bedeutenden Kaohsiung-Vorfall (im Chinesischen: Meilidao shijian, „Formosa-Vorfall“), der in der Nähe stattfand, benannt. Das Projekt wurde in Vorbereitung auf die World Games 2009 mit dem Umbau der Zhongshan Road begonnen.  

## Geschichte

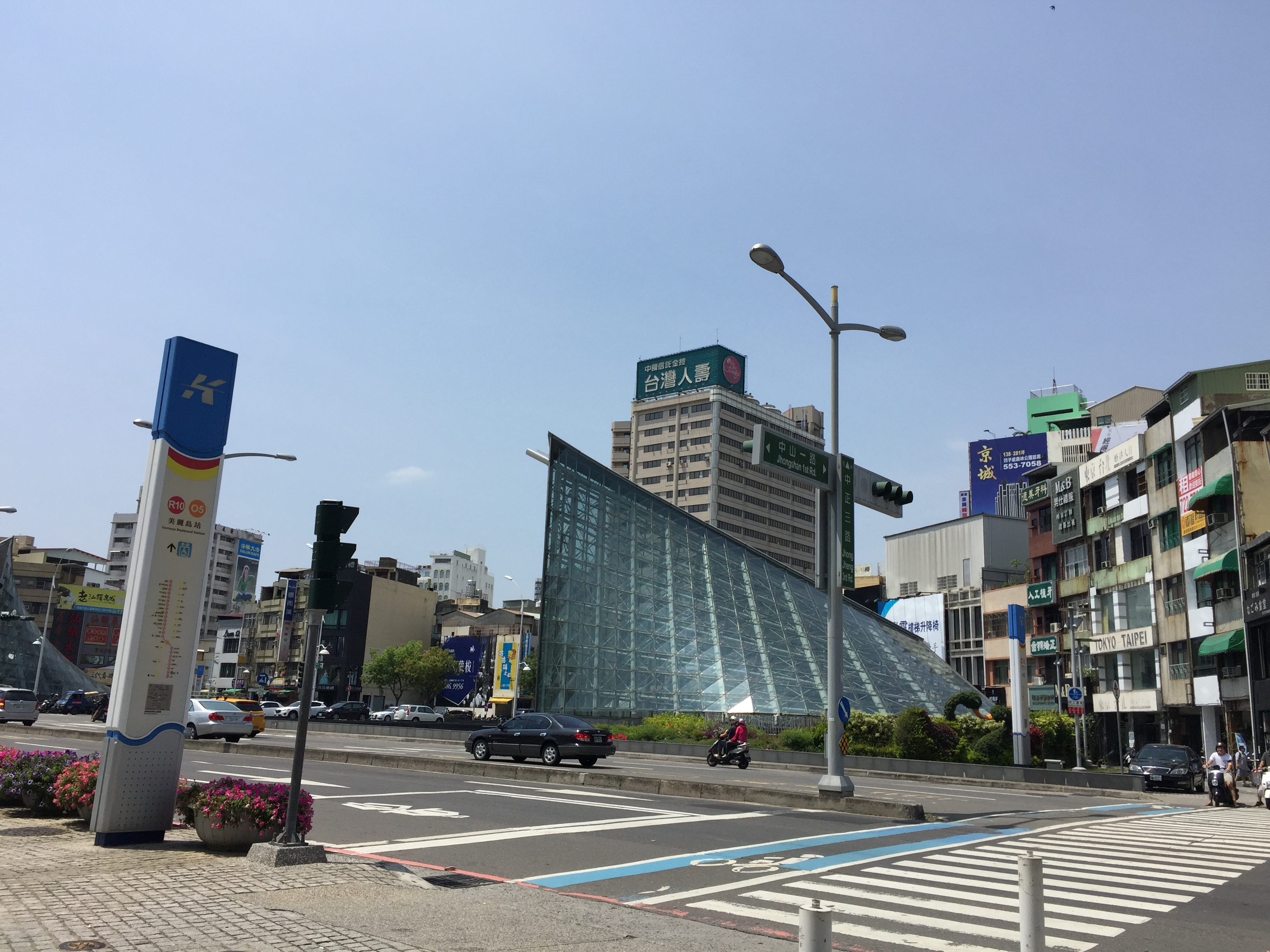
U-Bahn-Station Formosa Boulevard, Ein- und Ausgang (2017)

Am 10. Dezember 1979 ereignete sich der Kaohsiung-Vorfall an dem Ort, an dem sich jetzt die Formosa-Boulevard-Station befindet. Der Vorfall veränderte die taiwanische Gesellschaft und spielte eine wichtige Rolle bei der Demokratisierung Taiwans. Der Name der Station erinnert an dieses Ereignis. Designer der Station ist der japanische Architekt Shin Takamatsu (高松伸). Das berühmte Glaskunstwerk „Lichtdom“ in der Station wurde vom italienischen Künstler Narcissus Quagliata entworfen. Dieser wurde von einem Team des Derix-Glasstudios Taunusstein aus Deutschland gefertigt und die farbigen Gläser des Bauwerks wurden von Narcissus Quagliata gemalt. Die Bauzeit betrug insgesamt viereinhalb Jahre.

## Der Lichtdom

### Idee und Gestaltung

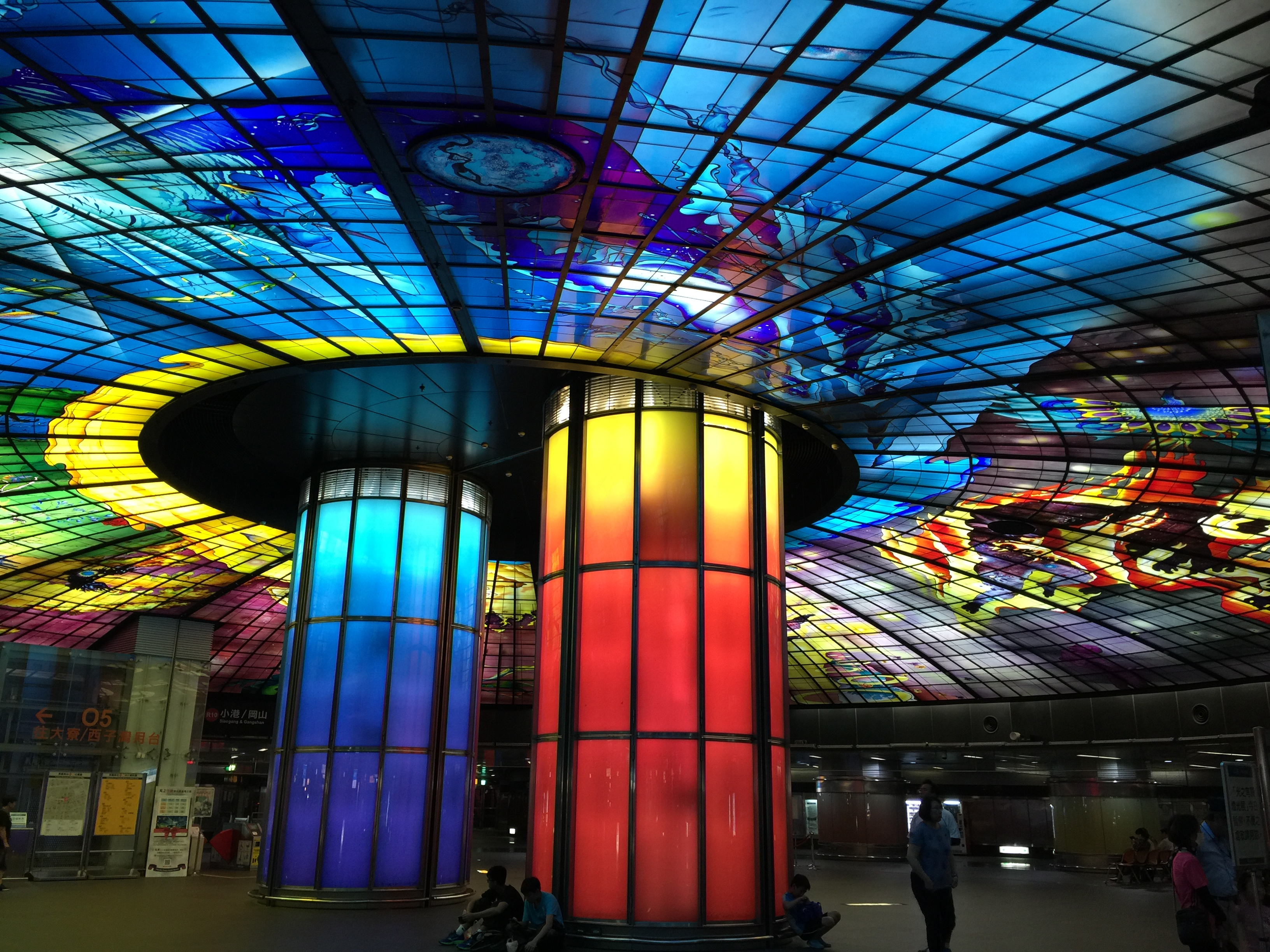
Lichtdom in der Formosa-Boulevard-Station

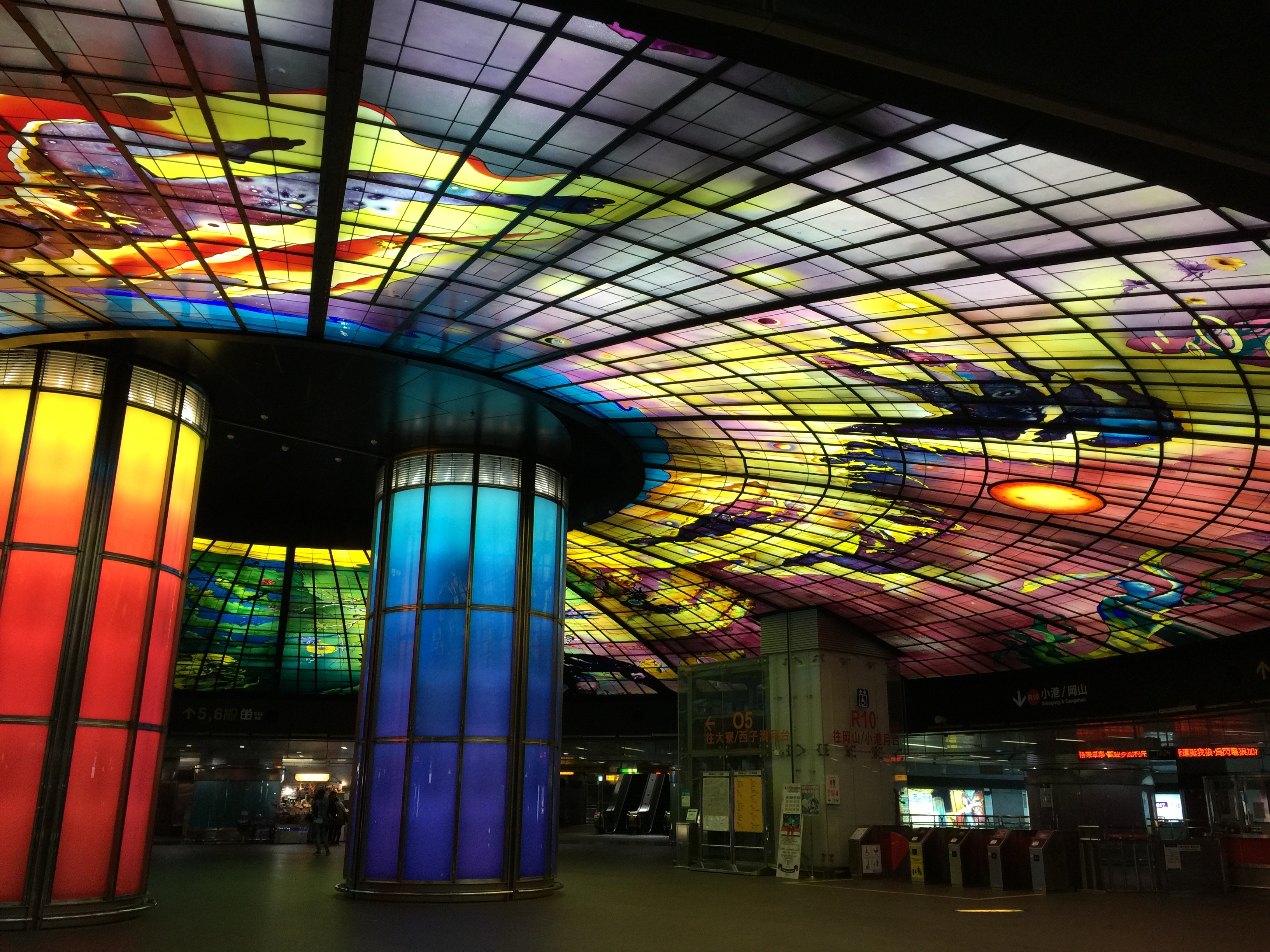
Lichtdom (Erde)

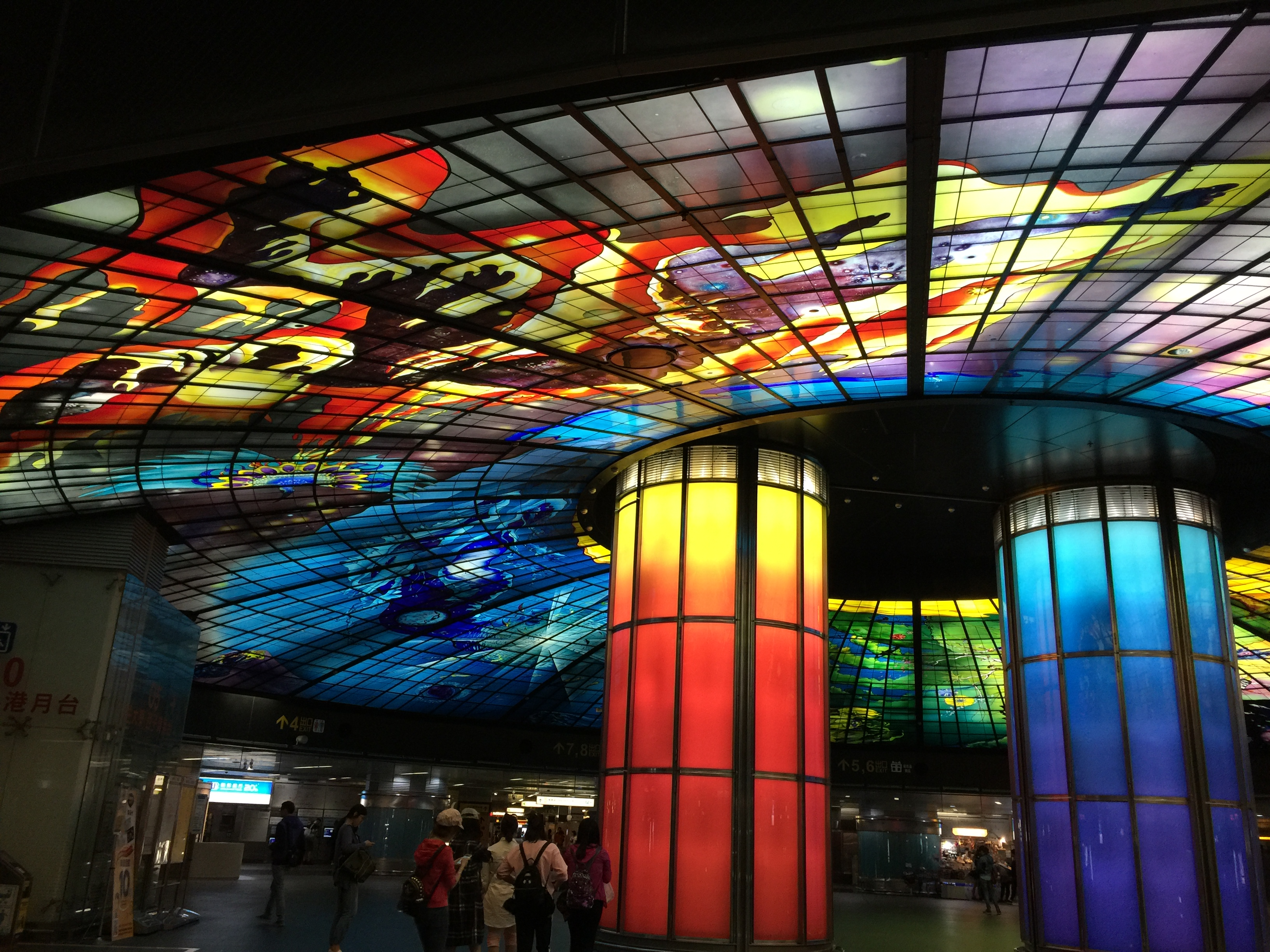
Lichtdom (Feuer)

Der Lichtdom, der aus 4500 farbigen Glasstücken zusammengesetzt wurde, hat einen Durchmesser von 30 Metern und eine Fläche von 660 Quadratmetern. Er steht symbolisch für das historische Gedenken und das Streben nach Demokratie. Das Dach des Lichtdoms ist in vier Teile geteilt, die jeweils für Wasser, Erde, Licht und Feuer stehen. Diese Elemente repräsentieren Geburt, Entwicklung, Wohlstand und Zerstörung. 
Der Lichtdom behandelt vier verschiedene Themen: Wasser, Erde, Licht und Feuer. Außer dem Dach haben auch die zwei Säulen, die das Dach tragen, wichtige Bedeutungen. Die rote Säule steht für eine Anode (positive Elektrode), ein Symbol für die Leidenschaft, wie bei einem Vulkanausbruch. Auf der anderen Seite bedeutet die blaue Säule eine Kathode (negative Elektrode), ein Symbol für den blauen Ozean. Anode und Kathode repräsentieren auch das chinesische Prinzip Yin und Yang beim Taichi. Auf dem Dach befinden sich viele Zeichnungen, aber die Zeichnungen sind immer unterschiedlich, es gibt keine Wiederholungen.
Unter dem Dach werden je nach Blickwinkel verschiedene Eindrücke erweckt. Der Designer des Lichtdoms Narcissus Quagliata beschrieb sein Konzept: „Dadurch wollte ich den Leuten die Idee von Menschlichkeit vermitteln. Die Beziehung von Mensch zu Mensch, von Mensch zu Natur, und was am allerwichtigsten ist, von Mensch zu allem. Wenn alles auf der Erde zusammenkommt, dann wird es weder Hass noch Krieg geben“.

### Symbole auf dem Dach und deren Erklärung
Wasser: Im Ozean umarmt eine Frau den Mond. Das ist die strahlende Geburt des Lebens (Frauen und Geburt).
Erde: Ein toleranter Mann, der nach dem Himmel voller Sterne schaut (Männer und Wohlstand)
Feuer: Ein nackter, barfüßiger und barhändiger Mann, der Hass und Konflikte bekämpft. Dabei entsteht wütendes Feuer. Alles ist durch das Feuer gestorben. Der Phönix ist aus der Asche wiedergeboren (Zerstörung und Neugeburt).
Licht: Eine beharrliche Seele, die niemals aufgibt

## Gestaltung der U-Bahn-Station
| EG | Ein-/Ausgänge | Ein-/Ausgänge (1–11)                                                                |
| B1 | Bahnhofshalle | Der Lichtdom                                                                        |
| B1 | Bahnhofshalle | Informationsschalter, Fahrkartenautomaten, Toiletten (nahe Ausgang 2, 4, 5, 7)      |
| B2 | Transitzone   | Verbindung mit Plattform 1, Treppen und Rolltreppen zur Plattform der Orangen Linie |
| B2 | Plattform 1   |                                                                                     |
| B2 | Plattform 2   |                                                                                     |
| B2 | Transitzone   | Verbindung mit Plattform 2, Treppen und Rolltreppen zur Plattform der Roten Linie   |
| B3 | Plattform 1   |                                                                                     |
| B3 | Plattform 2   |                                                                                     |

### Transitzone
- Rote Linie

Der erste Zug von Formosa Boulevard (美麗島) nach Gangshan Süd (南岡山) fährt um 05:58 und der erste Zug von Formosa Boulevard nach Siaogang (小港) um 06:12.
- Orange Linie

Der erste Zug von Formosa Boulevard nach Daliao (大寮) fährt um 06:05 und der erste Zug von Formosa Boulevard nach Sizihwan (西子灣) um 06:00.

### Buslinien
Bus 12 (von Siaogang (Xiaogang) nach Hauptbahnhof Kaohsiung): Flughafen Kaohsiung, Zentralpark (KMRT) usw.
Bus 24B (von Nanzi (楠梓) nach Yanchengpu (鹽埕埔)): Kaohsiung Mädchen-Highschool
Bus 52 (von Jianjun (建軍站) nach Kaohsiung Hauptbahnhof): Kulturzentrum Kaohsiung, Zentralpark usw.
Bus 60 (von Kunstzentrum Pier 2 nach Mengli Gemeindezentrum (夢裡活動中心)): Hauptbahnhof Kaohsiung, Nationales Wissenschafts- und Technikmuseum usw.
Bus 69 (von Siaogang nach Kaohsiung Hauptbahnhof): Kaohsiung Nationaluniversität für Gastronomie und Tourismus, Stadtregierung Kaohsiung, Zentralpark usw.
Bus 72 (von Jinshi-See nach Chung-Cheng Industrielle Hochschule): Kaohsiung Hauptbahnhof, Kulturzentrum, Guanghua (光華)-Nachtmarkt usw.

## Zahlen und Daten zur Formosa-Boulevard-Station
| Jahr | Passagieraufkommen pro Tag |
| 2013 | 7335                       |
| 2014 | 7351                       |
| 2015 | 7317                       |
| 2016 | 7814                       |

## Umgebung der Station
In der näheren Umgebung der Station befinden sich die China Post (Kaohsiung Filiale), die Land Bank, der Liuhe-Nachtmarkt und eine Polizeistation.